# Roc del Felip
El Roc del Felip és una muntanya de 2.131,6 metres d'altitud del límit dels termes comunals dels Angles, de la comarca del Capcir, i de la Llaguna, de la del Conflent, a la Catalunya del Nord. És a la zona nord-oest del terme de la Llaguna i a l'oest del dels Angles, en ple Bosc Estatal de Barrès. És al sud-est de l'Estany d'Aude.